# Julio Lazúrtegui

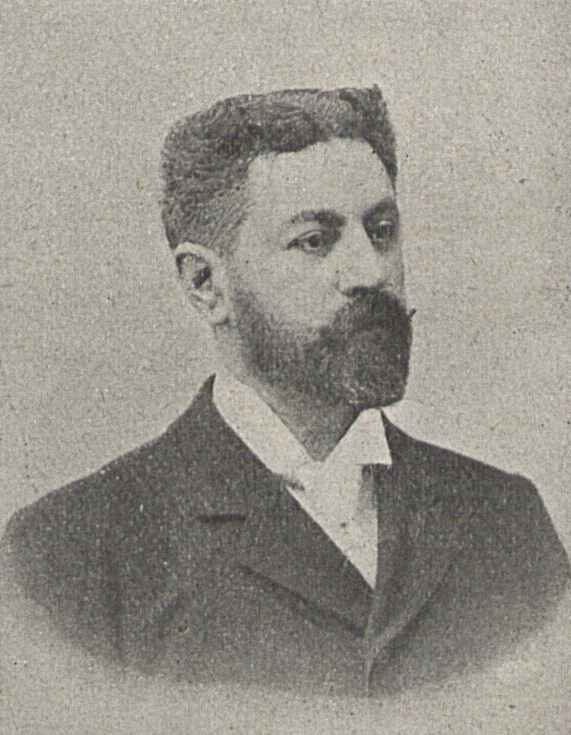
Retrato de Julio de Lazúrtegui (c. 1900)

Julio de Lazúrtegui González (Bilbao, 31 de enero de 1859-Bilbao, 4 de agosto de 1943) fue un industrial español del sector de la minería y la metalurgia.
A inicios del siglo XX, este industrial de origen vizcaíno, proyectó el desarrollo de un sector siderúrgico semejante al de Vizcaya en torno a Ponferrada, entre la Meseta y Galicia. Este proyecto lo plasmó en "Una nueva Vizcaya a crear en El Bierzo" (Bilbao, 1918).
Tiene una plaza dedicada en el centro urbano del ensanche de Ponferrada, semejante en su configuración a la Plaza Moyúa de Bilbao, nombrada desde su creación como "Plaza Julio Lazúrtegui".

## Obras
- Practical guide to the port of Bilbao (1882)
- Una excursión minero-metalúrgica a Escandinavia (1898)
- Un modelo para España: (Cartas alemanas) (1902)
- La Exposición Nacional de Artes é Industrias con una sección de productos ibero-americanos en Bilbao (1906)
- Certamen del Trabajo, organizado por el Excmo. Ayuntamiento de Bilbao: Discurso leído en el acto de la clausura (1907)
- Ensayo sobre la cuestión de los minerales de hierro ayer, hoy y mañana (1910)
- El desarrollo de la metalurgia nacional ante la conflagración europea (1914)
- Una nueva Vizcaya a crear en El Bierzo (Bilbao, 1918)
- El libro español en América: informe que emite el Centro de la Unión Ibero Americana en Vizcaya sobre el comercio de libros en el extranjero particularmente en América y respecto á la creación, en Bilbao de la empresa "Ambos Mundos" editorial y de importación y exportación de librería (1919)
- Estudios de Revista Nacional de Economía: Vizcaya y América (1920)
- Informe y Memoria presentados a las Excmas. Diputaciones provinciales de Vizcaya, Guipúzcoa, Álava y Navarra (1923)
- España ante el hemisferio de Occidente (1924)
- La cuestión Mundial del hierro y el punto de vista Hispánico en particular (1938)